# جيمي براينت (ملحن)
جيمي براينت (بالإنجليزية: Jimmy Bryant)‏ هو مغني وملحن أمريكي، ولد في 2 يونيو 1929 في برمنغهام في الولايات المتحدة.

## وصلات خارجية
- جيمي براينت (ملحن) على موقع IMDb (الإنجليزية)
- جيمي براينت (ملحن) على موقع ميوزك برينز (الإنجليزية)